# Opel Senator
Opel Senator – samochód osobowy klasy średniej-wyższej produkowany przez amerykański koncern motoryzacyjny General Motors pod niemiecką marką Opel w latach 1978–1993.

## Opel Senator A1
Rozwój Senatora rozpoczął się w pierwszej połowie lat siedemdziesiątych. W pierwotnych założeniach nie miał to być sztandarowy model Opla, lecz następca Commodore B. Wobec fatalnych wyników sprzedaży w 1973 roku, dla inżynierów Opla stało się oczywiste, że prace nad następcami serii KAD (modele Kapitan, Admiral, Diplomat) nie mają dalszego sensu. Kierownictwo Opla chciało nadal posiadać reprezentanta w segmencie dużych sedanów, który miał uplasować się wyraźnie powyżej Opla Commodore, pod względem prestiżu i komfortu. Zrezygnowano również z rozwijania silników ośmiocylindrowych, głównie za sprawą gwałtownego wzrostu cen paliw. Klienci w tej klasie pojazdów oczekiwali nowoczesnego wyposażenia i luksusu, niekoniecznie zaś łamacza cen. Senator został oparty – podobnie jak Rekord E – na platformie GM V, był więc stosunkowo tani w produkcji. Na bazie Senatora powstała też sportowa Monza, o nadwoziu hatchback. Nowe nadwozia dopracowano w tunelu aerodynamicznym Pininfariny. Oba pojazdy zaprezentowano w 1977 roku.

### Konstrukcja
W przeciwieństwie do Rekorda, auto otrzymało niezależne tylne zawieszenie z wahaczami skośnymi, ze sprężynami gazowymi. Dzięki zastosowaniu gumowych łożysk konstrukcja tylnej osi posiadała dobrą izolację akustyczną względem nadwozia, z drugiej zaś wpływała na precyzje prowadzenia. Aerodynamiczna konstrukcja nadwozia pozytywnie wpływała na zużycie paliwa oraz osiągi.
Senatora A1 napędzały rzędowe silniki o sześciu cylindrach. Były to rozwinięte jednostki znane ze starszych modeli. Wykorzystywały one, typowy dla Opla, wałek rozrządu w głowicy (CIH). Podstawowy silnik – 2.8 S – był najprostszą z tych konstrukcji, wykorzystywał nowy gaźnik Pierburg 4A1, który był prosty w regulacji i posiadał skromne zapotrzebowanie na paliwo. Mocniejszy 3.0 E posiadał już wtrysk paliwa Bosch L-Jetronic. W sierpniu 1978 dołączył gaźnikowy 3.0 S, mający wypełnić niszę pomiędzy dwiema istniejącymi już jednostkami. Silniki 3.0 E z pierwszych lat produkcji nie należały do trwałych, w wyniku drgań przy dużych prędkościach, niejednokrotnie dochodziło do pęknięć wału korbowego. W roku modelowym 1982, silnik 2.8 S został zastąpiony mniejszym 2.5 E, który był zasilany wtryskiem L-Jetronic. Nowa jednostka posiadała też elektroniczny układ zapłonowy. Na rynek brytyjski oferowano silnik 2.5 S, znany z modelu Commodore. Mniej pewny jest fakt, że jednostkę 2.5 S oferowano również na rynku niemieckim. Wśród niektórych źródeł pojawiają się wątpliwe doniesienia, jakoby Senator A1 z silnikami 2.0 E, był sprzedawany we Włoszech.
W standardzie występowała 4-biegowa przekładnia ręczna. Na życzenie oferowano skrzynię o pięciu przełożeniach. Każdy silnik mógł też współpracować z trzystopniową przekładnią automatyczną. Niezależnie od wyposażenia Senator posiadał hydrauliczne wspomaganie kierownicy. Układ hamulcowy Senatora opierał się na systemie z Opla Commodore B. Zastosowano hamulce tarczowe na obu osiach.
W roku modelowym 1982 zmniejszono kontrastowość wnętrza. Nowy, dwustrefowy, system przepływu powietrza poprawił zarówno wydajność grzewczą, jak i szybkość przepływu powietrza przez wnętrzu pojazdu. Zapożyczone z Rekorda instrumenty deski rozdzielczej zastąpiono zupełnie nowymi. Na zewnątrz zaszły niewielkie zmiany. Pod zderzakiem pojawił się spoiler, który poprawił wartość współczynnika oporu powietrza – cw. Rozwiązano też problem wewnętrznie regulowanych lusterek bocznych, które miały tendencję do składania się przy większych prędkościach. Od kwietnia 1982 oferowano komputer pokładowy. Wyświetlał on czas, chwilowe i średnie zużycie paliwa, średnią prędkość, teoretyczny zasięg, stoper oraz temperaturę zewnętrzną.

#### Sprzedaż w Europie
Pojawiając się, Senator rywalizował na korzyść kupującego z Mercedesem 250/280 E, BMW 525 / 528i, Audi 100 5E oraz 200 5E / 5T i Fordem Granadą GL / Ghia. W stosunku do konkurencji, posiadał także aerodynamiczną karoserię oraz lepsze wyposażenie standardowe. Pod względem komfortu prowadzenia, Senator był niewątpliwie jednym z najlepszych pojazdów w swojej klasie, chwalono również układ hamulcowy, który jednak szybko się zużywał. Duża część pojazdów tego segmentu nie posiadała wspomagania kierownicy w wyposażeniu standardowym. W Wielkiej Brytanii Senatora sprzedawano pod nazwą Vauxhall Royale. Jugosłowiański IDA-Opel, od 1983 roku, sprzedawał Senatora pod nazwą Opel Kikinda. Problematyczne było umieszczenie Senatora w odpowiednim segmencie – Opel oferował wówczas trzy pojazdy w segmencie dużych limuzyn: Rekorda, Commodore oraz Senatora. Gabaryty stawiały limuzynę Opla pomiędzy wyższą klasą średnią a luksusową, z drugiej strony najmocniejsza jednostka napędowa osiągała moc w przedziale, który otwierał segment aut luksusowych. Dlatego też dokonywano porównań zarówno z BMW serii 5, jak i serią 7, podobnie w przypadku Mercedesów W123 i W116.

#### Sprzedaż poza Europą
Senator był montowany w Południowej Afryce, przez tamtejszy oddział Chevroleta. Źródło napędu zapewniał silnik importowany z Brazylii. Była to sześciocylindrowa konstrukcja Buicka o pojemności 250 cali sześciennych (4093 cm³), wykorzystująca jeszcze układ OHV. Od 1980 roku stosowano europejski silnik 3.0 E, rozpoczynając sprzedaż pod marką Opel. W Korei Południowej Senatora sprzedawano jako Daewoo Royale Saloon, był on dostępny tylko z silnikiem 2.0 S, współpracującym z przekładnią automatyczną.

### Wyposażenie
Skórzana tapicerka była dostępna za dopłatą, niezależnie od wersji. W zestawach C i CD zaprzestano też stosowania imitacji drewna na panelach drzwi i desce rozdzielczej.

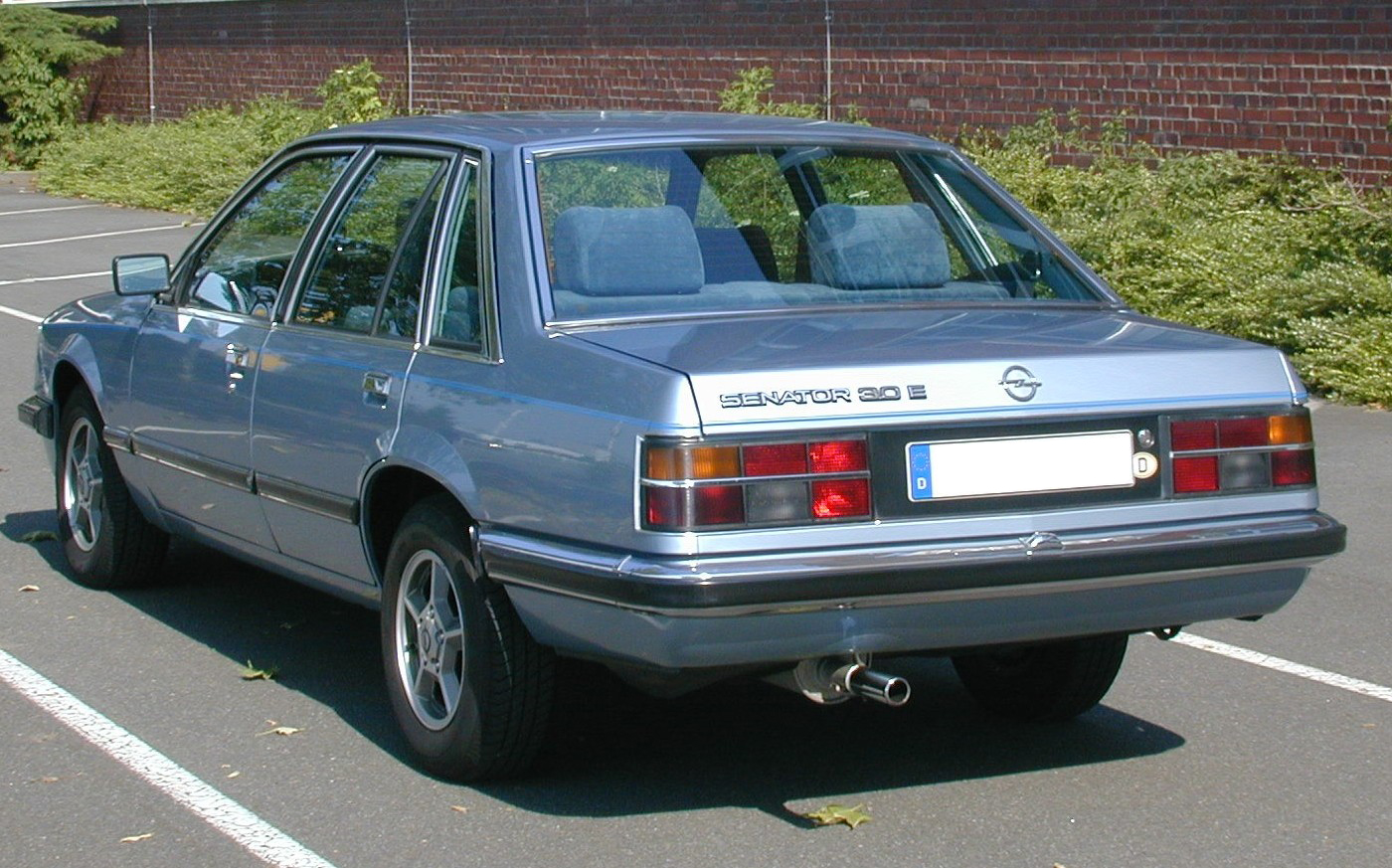
Opel Senator A1 – tył nadwozia

Występowały następujące zestawy wyposażenia:

#### Senator
W podstawowym Senatorze stosowano tańsze wzory tapicerskie.

#### Senator C
W przypadku Senatora C i CD zastosowano wysokiej jakości tkaniny welurowe, materiały drewno-podobne na drzwiach i desce rozdzielczej. Tablica rozdzielcza posiadała obrotomierz, wskaźnik ciśnienia oleju i woltomierz. Wyposażenie obejmowało też zamek elektromagnetyczny bagażnika, 5-ramienne felgi aluminiowe, tylne światła przeciwmgielne, zestaw narzędzi, fotel kierowcy z regulacją wysokości, dodatkowe wygłuszenie oraz wewnętrznie regulowane lusterko pasażera.

#### Senator CD
Senatory C oraz CD różniły się wzorami obszycia siedzeń. Senator CD posiada w standardzie: zamek centralny, tempomat, szyberdach, 4 elektrycznie sterowane szyby, podgrzewane fotele kierowcy oraz pasażera, mechanizm różnicowy o ograniczonym poślizgu, wycieraczki reflektorów. Ten pakiet występował tylko w połączeniu z najmocniejszym silnikiem i przekładnią automatyczną, klient mógł zamówić 5-biegową skrzynię manualną, nie zmieniając ceny. Senator CD wyróżniał się czarnymi ramami okiennymi, srebrnymi śrubami kół aluminiowych oraz logo CD na klapie bagażnika i nad przednimi błotnikami. Za dopłatą oferowano szyberdach z napędem elektrycznym, oraz fotel pasażera z regulacją wysokości. Od 1982 Senator CD został wyposażony w poręcze z naturalnego drewna, w górnej części paneli drzwiowych. Pakiet CD obejmuje wyposażenie wyżej tańszych wersji, bez dodatkowych opłat.

#### Senator S (do 1982)
Pakiet S obejmował deskę rozdzielczą z obrotomierzem, wskaźnikiem ciśnienia oleju, woltomierzem, amortyzatory gazowe, kierownicę 4-ramienną, srebrne felgi aluminiowe, czarną atrapę chłodnicy, boczne pasy na nadwoziu, zestaw narzędzi oraz emblemat S na obu przednich błotnikach.

### Dane techniczne
| Model                 | Kod silnika  | Moc (KM / obr./min) | Moment obr. (N·m przy obr./min) | Stopieńsprężania | Zasilanie                     | Przyśpieszenie 0 –100 km/h (s) | Prędkość maks. (km/h) | Lata produkcji    |
| --------------------- | ------------ | ------------------- | ------------------------------- | ---------------- | ----------------------------- | ------------------------------ | --------------------- | ----------------- |
| Senator 2.5 E         | 25E          | 136 / 5600          | 185 / 4600                      | 9,2 : 1          | Bosch L-Jetronic              | 11,5                           | 195                   | 06.1981 – 12.1982 |
| Senator 2.8 S         | 28S          | 140 / 5200          | 218 / 3400                      | 9 : 1            | Gaźnik Solex 4A1              | 10,5                           | 190                   | 05.1978 – 05.1981 |
| Senator 3.0 S         | 30H          | 150 / 5200          | 230 / 3400                      | 9,25: 1          | Gaźnik Pierburg 4A1           | 10                             | 193                   | 08.1978 – 11.1981 |
| Senator 3.0 E         | 30E          | 177 / 5800          | 248 / 4200                      | 9,4 : 1          | Bosch L-Jetronic              | 9                              | 210                   | 05.1978 – 12.1982 |
| Odmiany eksportowe    |              |                     |                                 |                  |                               |                                |                       |                   |
| Daewoo Royale Salon   | 20S          | 100 / 5200          | 156 / 3800                      | 9 : 1            | Gaźnik Stromberg              | 11,9                           | 170                   | 01.1984 – 01.1988 |
| Vauxhall Royale 2.5 S | 25S          | 115 / 5200          | 176 / 4200                      | 8,8 : 1          | Dwa gaźniki Zenith 30/40 INAT | 12,8                           | 173                   | 05.1978 – 12.1980 |
| Chevrolet Senator 4.1 | GM 250 3-gen | 140 / 4100          | 196 / 2400                      | 7 : 1            | Gaźnik Solex 40/41            | 11,7                           | 180                   | 06.1979 – 06.1981 |

## Opel Senator A2
W grudniu 1982 roku Opel Senator przeszedł lifting. Zmieniona została m.in. atrapa chłodnicy oraz przednie lampy. Obniżono też zwis przedni, zastosowano zderzaki z tworzywa sztucznego, odblaskowy panel między tylnymi światłami. Projekt wnętrza został całkowicie przejęty z odnowionego Senatora A1. Światła przeciwmgielne, które zostały zintegrowane z przednim zderzakiem, były teraz standardowo dostępne we wszystkich modelach. Zastosowano nowe wzory felgi aluminiowych w rozmiarach '14 i '15 cali, stalowe koła wyłącznie w rozmiarze '14. Od roku modelowego 1985 stosowano chromowane pierścienie i osłony piast na stalowych felgach. Co ciekawe, oryginalne stalowe obręcze Senatora A2 są znacznie mniej popularne, niż fabryczne felgi aluminiowe. Dostępne były również podgrzewane i regulowane elektrycznie lusterka. Chromowane listwy na panelach drzwiowych zostały zastąpione przez listwy w kolorze tapicerki. Chromowane wykończenia na framudze drzwi zastąpiono matowo-szarym aluminium. Wzrósł poziom bezpieczeństwa – centralny zamek zintegrowano z czujnikiem zderzenia, który automatycznie odblokował wszystkie drzwi w razie wypadku. Od grudnia 1983 r; za dopłatą dostępny był trzy-obwodowy system ABS.
Taki układ ABS pobiera osobny odczyt z kół przednich, kontrola ciśnienia tylnych kół odbywa się wspólnie. Gdy jedno tylne koło wpada w poślizg, ciśnienie w obwodzie hamowania obu tylnych kół zmniejsza się w tym samym stopniu. System zastosowany w Senatorze nie jest bezpośrednio zapożyczony od Rekorda E2. Pomiar prędkości tylnych kół odbywała się za pośrednictwem oddzielnych czujników prędkości, rozmieszczonych na wale napędowym, nie zaś poprzez pojedynczy czujnik w mechanizmie różnicowym – jak w Rekordzie. W pojazdach z systemem ABS, przyspawano dodatkową płytę usztywniającą. Dla sportowego zawieszenia dostępne były amortyzatory gazowe na przedniej osi.

### Silniki benzynowe

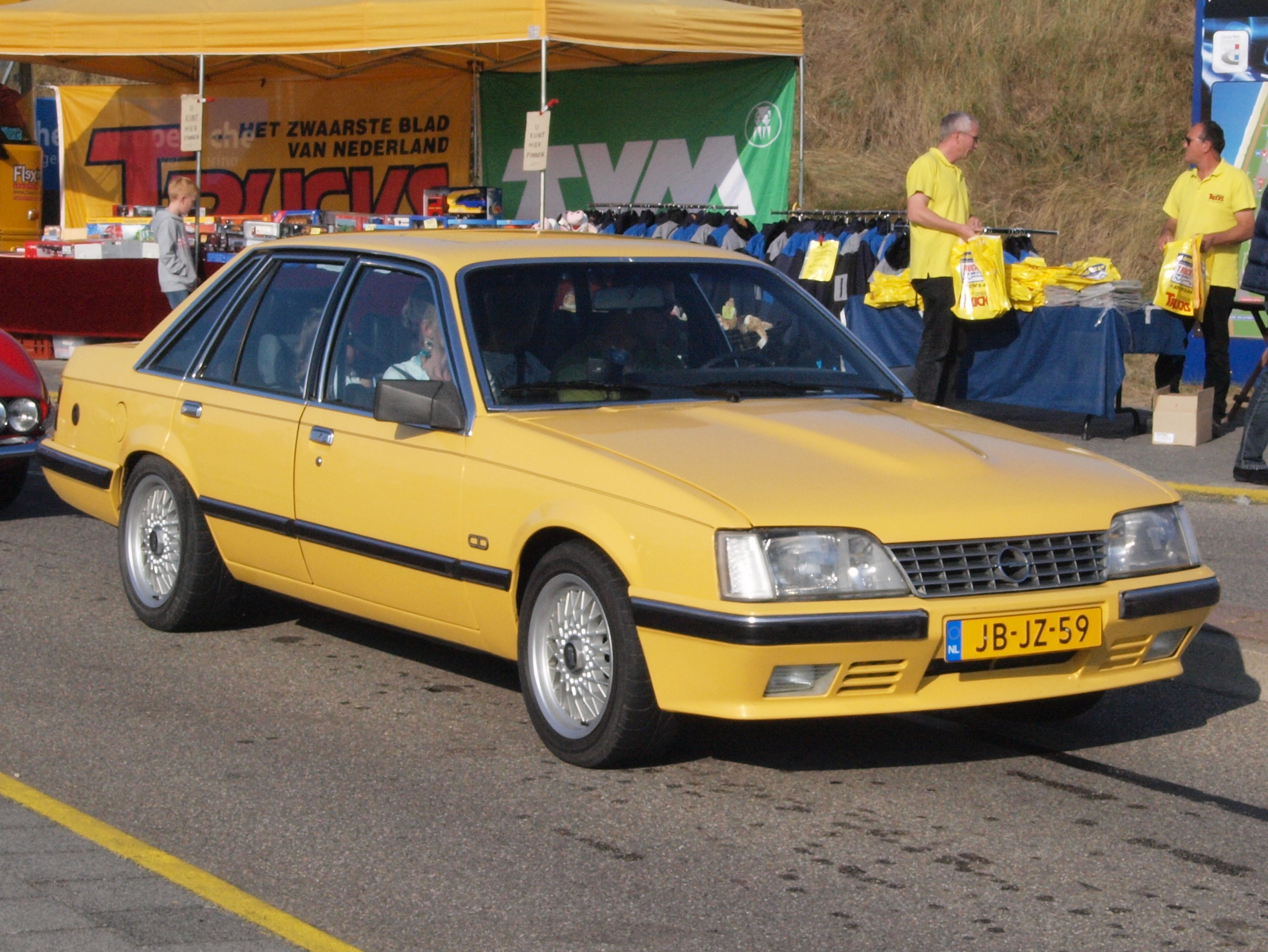
Senator A2, przetłoczenie na masce jest charakterystyczne dla silników wysokoprężnych

Po zaprzestaniu produkcji Opla Commodore zaistniała znaczna luka między Rekordem a Senatorem, podobnie jak w przypadku Manty i Monzy. Senator A2 napędzany był tylko silnikami wyposażonymi we wtrysk paliwa. Znany z Rekorda, czterocylindrowy 2.0 E został dodany do palety Senatora A2 w maju 1983. Silnik wyposażony był we wtrysk Bosch LE-Jetronic. Jednostka miała też elektroniczny zapłon, połączony z funkcją odłączenia pompy paliwowej 0.15 sekundy od wyłączeniu zapłonu. Ryzyko pożaru zostało w ten sposób znacznie zmniejszone. Od lipca 1983 moc silnika wzrosła do 115 KM. Na rynek Szwajcarii i Szwecji silnik ten był wyposażony w układ recyrkulacji spalin. W grudniu 1984 r. dwulitrowa jednostka została zastąpiona nowo opracowanym silnikiem 2.2 E, który charakteryzował się nisko dostępnym momentem obrotowym. W tym samym czasie silnik 2.5 E otrzymał nowy wtrysk Bosch LE-Jetronic, lepszy wał korbowy oraz większe zawory. Zaowocowało to znacznym przyrostem momentu obrotowego. Najmocniejszy 3.0 E również otrzymał nowy wał korbowy i wtrysk, a także nowy przekaźnik, który rozłączał pompę paliwową. Głowica cylindrów silnika 3.0 E otrzymała hartowane gniazda zaworowe, które miały sprzyjać pracy na benzynie bezołowiowej. W ostatnim roku produkcji pojawił się inny sześciocylindrowy silnik, również o pojemności trzech litrów. Jednostka współpracowała z trójdrożnym katalizatorem, legitymując się mocą 156 KM. Stopień sprężania był niższy względem jednostki 3.0 E, co było konieczne wobec wypierania etyliny przez benzynę bezołowiową. Zastosowano wtrysk LU-Jetronic, katalizator wymusił też zmiany w układzie wydechowym. Elektroniczny układ zapłonowy z czujnikiem Halla, zintegrowano z rozdzielaczem zapłonu, zapewniało to odcięcie dawki paliwa w przypadku braku zapłonu na cylindrze.

### Silniki wysokoprężne
Wobec kryzysu naftowego, coraz więcej producentów decydowało się na wprowadzenie jednostek zasilanych olejem napędowym.
Olej napędowy był tańszy od benzyny, zaś szybko postępujący rozwój sprężarek stopniowo zacierał różnice w osiągach silników wysokoprężnych na tle benzynowych. Mercedes już w 1978 roku zaoferował model W116 z turbodoładowanym silnikiem Diesla. W segmencie Senatora znalazł się model W123, który wykorzystywał jednostki wysokoprężne o różnej pojemności. W123 w wersjach 200D i 240D konkurował z Rekordem, który posiadał w swej palecie silniki Diesla o podobnej mocy. Dobrze wyposażone i mocniejsze modele 300D nie posiadały znaczących konkurentów na rynku. Peugeot, jako pierwszy w Europie, zastosował wysokoprężny silnik z turbosprężarką. Produkowany od 1979 Peugeot 604 posiadał niezawodną jednostkę Indenora, osiągającą moc na poziomie Mercedesa 300D. Pod koniec 1981 roku pojawiło się też Audi 100 TD,  niedługo później BMW rozpoczęło produkcję modelu 524td. Podążając za konkurencją, Opel zdecydował się na wprowadzenie jednostek wysokoprężnych do sztandarowego modelu. Pod koniec 1984 w ofercie pojawił się, znany z Rekorda, silnik wysokoprężny z wtryskiem pośrednim o pojemności 2.3 l. Samochody te wyróżniały się charakterystycznym przetłoczeniem na masce. Podstawowy diesel wyposażony był w klasyczną turbosprężarkę i osiągał 86 KM. W porównaniu do Rekorda, silnik w Senatorze miał rozdzielacz pompy wtryskowej z automatyczną regulacją dawki paliwa, co podnosiło prędkość obrotową podczas zimnego rozruchu. Od roku 1985 dostępny był również mocniejszy wariant tego silnika, wyposażony w sprężarkę Comprex i intercooler, legitymował się on mocą 95 KM. Wariant ten posiadał także wskaźnik ciśnienia doładowania, którego maksymalna wartość wynosiła 0.8 bara. W przeciwieństwie do turbosprężarki, sprężarka Comprex zapewniała wyższy momentem obrotowy, tuż powyżej prędkości obrotowej biegu jałowego. Senator Comprex D był bardzo elastyczny podczas jazdy, gdyż nie posiadał efektu turbodziury, zaś jago wydajność przy niskich prędkościach obrotowych pozwalała zaoszczędzić paliwo. Technologia ta nie została jeszcze odpowiednio dopracowana, zaś wirnik sprężarki był co najmniej tak drogi jak cała turbosprężarka. Senator Comprex D nie był montowany w Rüsselsheim, lecz w zakładach Irmschera w Remshalden. Do końca produkcji powstało 1709 egzemplarzy. Wśród przyczyn niskiego popytu na te jednostki była za pewne ich skomplikowana budowa, oraz donośny dźwięk sprężarek. Kultura pracy czterocylindrowych silników 2.3 TD, oraz 2.3 Comprex D, była niska na tle sześciocylindrowych diesli w BMW E28 i nowym Mercedesie W124. Pomimo wyposażenia w doładowanie, silniki Opla nie osiągnęły mocy na poziomie konkurencji. Wobec tego potencjalni klienci decydowali się na BMW 524d, bądź Mercedesa 250 D, które osiągały podobną moc, nie wykorzystując doładowania. W wielu przypadkach teoria na temat słabej sprzedaży głosiła, że Opel zaszkodził swojemu prestiżowi, wprowadzając w Senatorze silniki Diesla.

### Przeniesienie napędu
Przekładnie ręczne o czterech przełożeniach przenosiły napęd czterocylindrowych silników benzynowych, oraz wcześniejszej odmiany 2.5 E. Zmodernizowany 2.5 E oraz jednostki wysokoprężne otrzymały przekładnie Getrag 240 o pięciu przełożeniach. Mocniejsze sześciocylindrowce wykorzystywały skrzynie biegów znane z Senatora A1. W 1985 roku trzystopniowa przekładnia automatyczna została zastąpiona przez nową, o czterech przełożeniach. Silnik Comprex D nie występował oficjalnie z automatyczną przekładnią.

### Senator Caravan
W 1982 roku zaprzestano wytwarzania Opla Commodore Voyage, tym samym Opel nie posiadał już w swej ofercie sześciocylindrowego kombi z bogatym wyposażeniem. W 1985 roku powstało luksusowe kombi na bazie Senatora, zbudowane we współpracy Opla z Keinathem. W celu zwiększenia maksymalnego obciążenia tylnej osi, użyto wzmocnionych sprężyn, w połączeniu z regulacją poziomu tylnego zawieszenia. Tylną klapę ze zintegrowanym tylnym spoilerem wykonywano w kompozycie blachy i włókna szklanego. Nadwozie kombi było tylko 30 kg cięższe od identycznie wyposażonego sedana. Sprzedaż Senatora Caravan odbywała się w sieci dealerów Opla. Senator Caravan był dostępny z wszystkimi silnikami i wyposażeniem C lub CD. Podobnie jak przedłużona limuzyna, Senator Caravan mógł otrzymać jasne, skórzane obszycia foteli, kierownicy, podsufitki oraz konsoli środkowej. Średnio wyposażony Senator Caravan z silnikiem 3.0i kosztował 63 000 DM, zaś przy wybraniu wszystkich opcji dodatkowych przewyższał cenowo Mercedesa S123 z najmocniejszym silnikiem i luksusowym wyposażeniem. Wszystkie wyprodukowane kombi posiadały numer podwozia Opla. Caravan został wprowadzony do sprzedaży zbyt późno, gdy czas Senatora A2 dobiegał końca, równolegle z wprowadzeniem Caravana prawdopodobnie Keinath nie miał wystarczających środków na bardzo potrzebny marketing. Z planowanej rocznej produkcji 70 sztuk, tylko 7 znalazło nabywców. Jeden taki pojazd został sprzedany w 2015 roku.

### Wyposażenie[8]
Podstawowy model posiadał wyposażenie całkiem odpowiednie na tle konkurencji. Najtańszego Senatora wyposażono w czteroramienną kierownicę, chromowane osłony piast na felgach stalowych, boczne lusterka regulowane z wnętrza oraz światła przeciwmgielne. Deska rozdzielcza posiadała regulację podświetlenia i obrotomierz. Do roku modelowego 1985 Senator występował z tapicerką szytą na tzw. jodełkę, później zastosowano wzory z Rekorda E2.

#### Senator CS
Od roku modelowego 1986 Opel oferował ostatni pakiet wyposażenia dla Senatora. Pojazd występował z silnikiem 2.2i oraz skrzynią biegów o pięciu przełożeniach. Pozostałe silniki benzynowe były dostępne za dopłatą. Standardem był lakier metalizowany, a także felgi aluminiowe ze stopów lekkich. Wyposażenie obejmowało antenę radiową, zabudowaną w szybie. Pakiet CS obejmował również zamek centralny, fotel kierowcy o regulowanej wysokości, komputer pokładowy i regulowane od wewnątrz lusterko pasażera.

#### Senator C
Pakiet „C” wprowadzał do wnętrza zamszową tapicerkę, komputer pokładowy, siedzisko kierowcy o ręcznej regulacji, dodatkowe schowki w drzwiach, elektrycznie regulowane i ogrzewane lusterko boczne kierowcy, schowek z blokadą i podświetleniem, oraz zestaw narzędzi.

#### Senator CD
Szczytowy pakiet obejmował system ABS oraz niemal wszystkie dostępne opcje: lakier metalizowany, klimatyzacja, automatyczna skrzynia biegów, radioodtwarzacz kasetowy stereo, podgrzewane przednie fotele, zagłówki kanapy tylnej, skórzaną obręcz kierownicy, przyciemniane szyby, spryskiwacze i wycieraczki reflektorów oraz hartowaną szybę przednią.

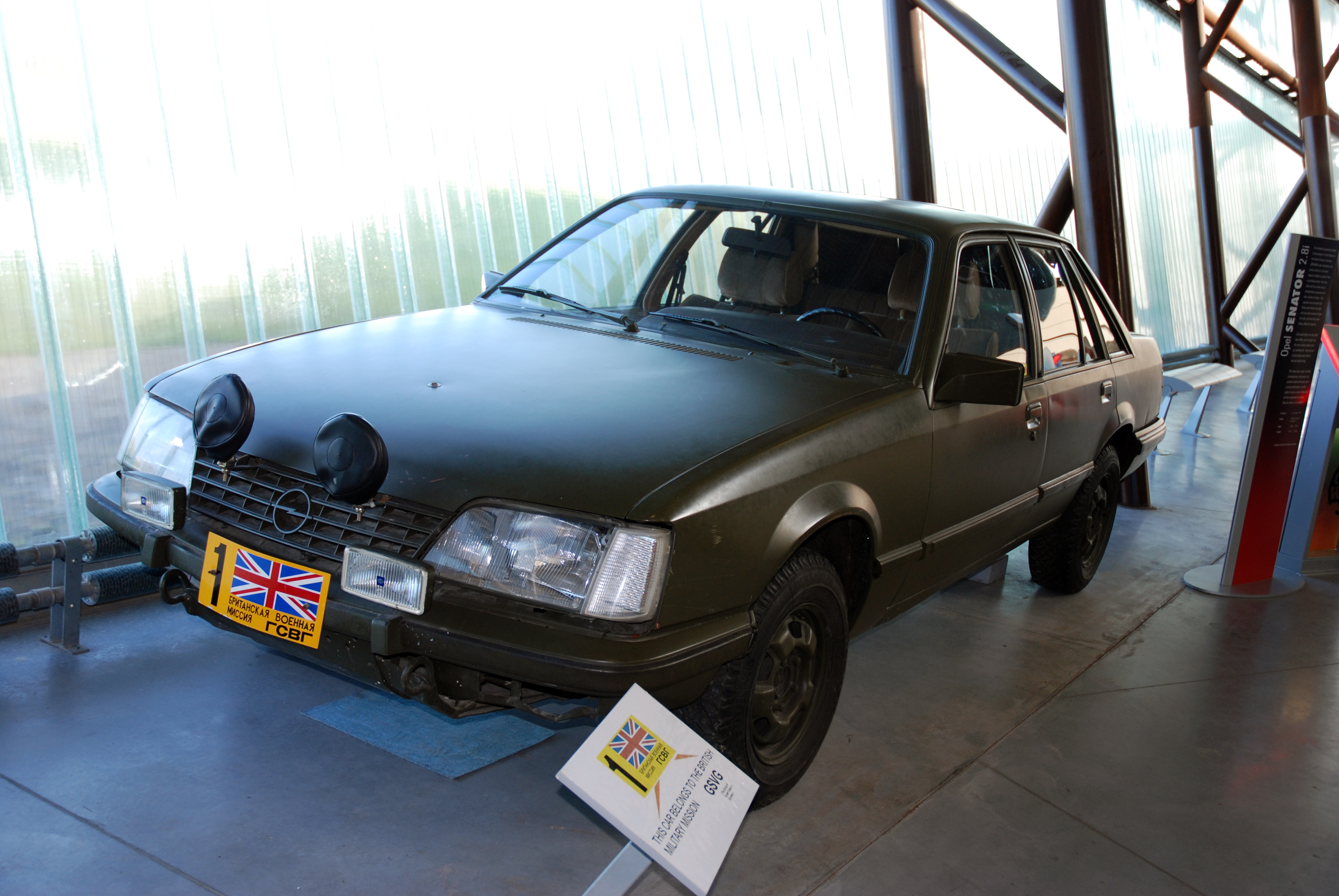
Opel Senator 4x4, użytkowany przez BRIXMIS

### Wersje specjalne

#### Senator 4x4
Brytyjska firma Ferguson Research wyposażyła Senatora A1 w napęd na wszystkie koła. W konstrukcji tej zastosowano sprzęgło wiskotyczne, zapewniając przeniesienie napędu 40 / 60 w stosunku oś przednia / oś tylna. Pojazdy te nie zyskały popularności na rynku prywatnym. Od 1978 roku, brytyjska armia zamawiała Senatory na potrzeby misji wojskowej „BRIXMIS”. Pojazdy te montowano od 1979 do 1984 r; wyraźnie różniły się od egzemplarzy cywilnych. Komorę silnika i podwozie zabezpieczono stalową płytą. Zakłady Ferguson wprowadziły napęd na cztery koła. Warsztaty Brytyjskiej Misji Wojskowej wyposażyły otrzymane Senatory w specjalne urządzenia holownicze i dodatkowe oświetlenie. Masa własna wynikająca ze wzmocnienia, napędu na cztery koła i częściowego pancerza, wzrosła od 500 do 1000 kg. Podobnie jak zmodyfikowany Opel Admiral, Senator BRIXMIS posiadał również mechaniczny układ ABS. Zastosowano też kuloodporne szyby oraz okno dachowe. W pojazdach tych zastosowano automatyczną skrzynie biegów i 3-litrowe silniki, które przystosowano do zasilania gaźnikiem, w celu ułatwienia ewentualnych napraw. Bezstykowy zapłon miał zmniejszyć podatność na promieniowanie elektromagnetyczne. W bagażniku zainstalowano dodatkowy zbiornik paliwa, o pojemności 180 litrów. W połączeniu ze zbiornikiem fabrycznym, zasięg Senatora szacowano na 1300 km, tym samym średnie zużycie paliwa powinno mieścić się nieco poniżej 20 l / 100 km. Nadwozie pomalowano na kolor identyczny do kamuflażu pojazdów Układu Warszawskiego, wszystkie chromowane części zostały zamalowane, bądź usunięte. Tylne okna nie otwierały się, ponadto posiadały zasłony. Wszystkie pojazdy BRIXMIS oznakowano jasnożółtymi tablicami rejestracyjnymi. Żołnierze chwalili Senatory, które w lekkim terenie radziły sobie równie dobrze co UAZ 469, na drodze posiadając znacznie lepsze właściwości, niż inne samochody z bloku wschodniego.
Eksploatacja Senatorów w BRIXMIS zakończyła się wraz z wprowadzeniem Mercedesów W463. Jeden Senator jest obecnie wystawiany w londyńskim Guard Museum.
20 Senatorów 4x4, w podstawowym wyposażeniu, zostało zamówionych przez szwajcarskie siły zbrojne, gdzie pełniły rolę pojazdów dowodzenia.

#### Limuzyna z wydłużonym rozstawem osi
Oferowano także limuzynę z wydłużonym rozstawem osi o 15 cm. Senator o przedłużonym rozstawie osi występował w wyłącznie z silnikiem 2.5 oraz 3.0 E. Wykonano bardzo niewiele pojazdów. Firma Keinath na życzenie wyposażyła pojazd w skórzane obszycia, podobnie jak w Caravanie.

#### Limuzyna opancerzona
Nieznaną ilość pojazdów przystosowano do przewozu polityków i dygnitarzy. Pojazd został wyposażony w pancerz, chroniący przed ostrzałem z broni ręcznej, a także szyby kuloodporne i sprzęt przeciwpożarowy, tylne szyby nie były ruchome. Standardem był silnik 3.0 E oraz automatyczna skrzynia biegów i klimatyzacja. Tak wyposażony pojazd ważył ponad 2,5 t. Na pewno dwa takie pojazdy zostały zbudowane i znalazły zastosowanie w swojej pierwotnej roli. Jednym przewożony był premier Hesji, drugi użytkował rząd Turcji.

#### Taksówka
Przez cały okres produkcji Senator był oferowany jako reprezentacyjna taksówka. Rekomendowane jednostki do taksówek to czterocylindrowe silniki benzynowe, oraz 2.3 TD.

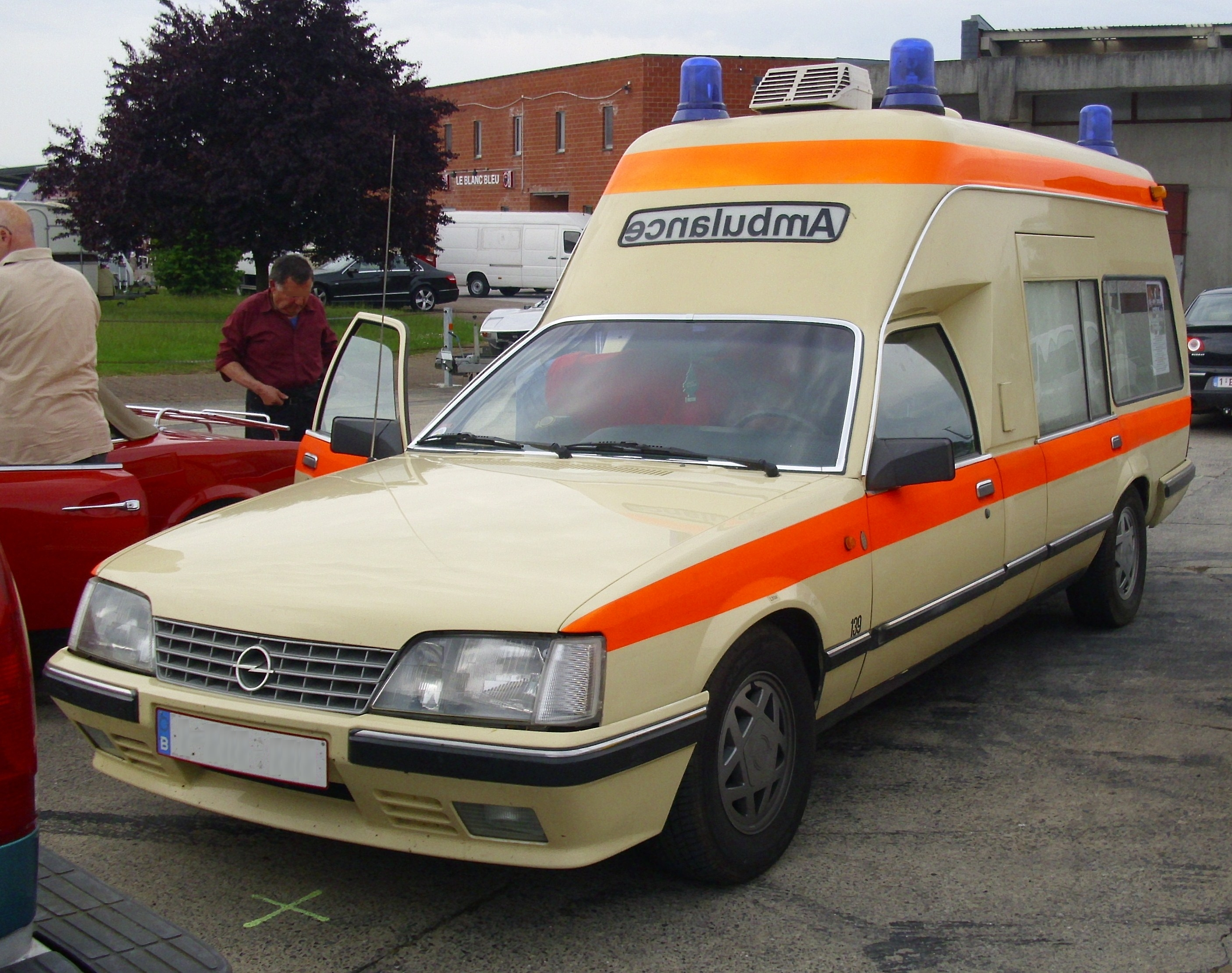
Ambulans na bazie Senatora

#### Radiowóz
Brytyjska policja używała nieznanej liczby Vauxhalli Royale, jako oficjalnych radiowozów. Szwajcarska policja posiadała niewielką ilość Senatorów w swojej flocie.

#### Pojazd służb ratowniczych
Niewielka liczba Senatorów została prawdopodobnie zamówiona dla niemieckiego pogotowia ratunkowego oraz jako pojazdy dowodzenia straży pożarnej. Dla organizacji ratunkowych Senator mógł być w tym celu zbyt drogi i niepraktyczny. W Szwajcarii dużym zainteresowaniem cieszył się Senator przystosowany do roli ambulansu.
Opel zaoferował także samochód pogrzebowy na bazie Senatora, był on 60 cm dłuższy względem sedana. Karawan występował ze wszystkimi silnikami benzynowymi.

### Modyfikacje oficjalnych tunerów

#### Irmscher

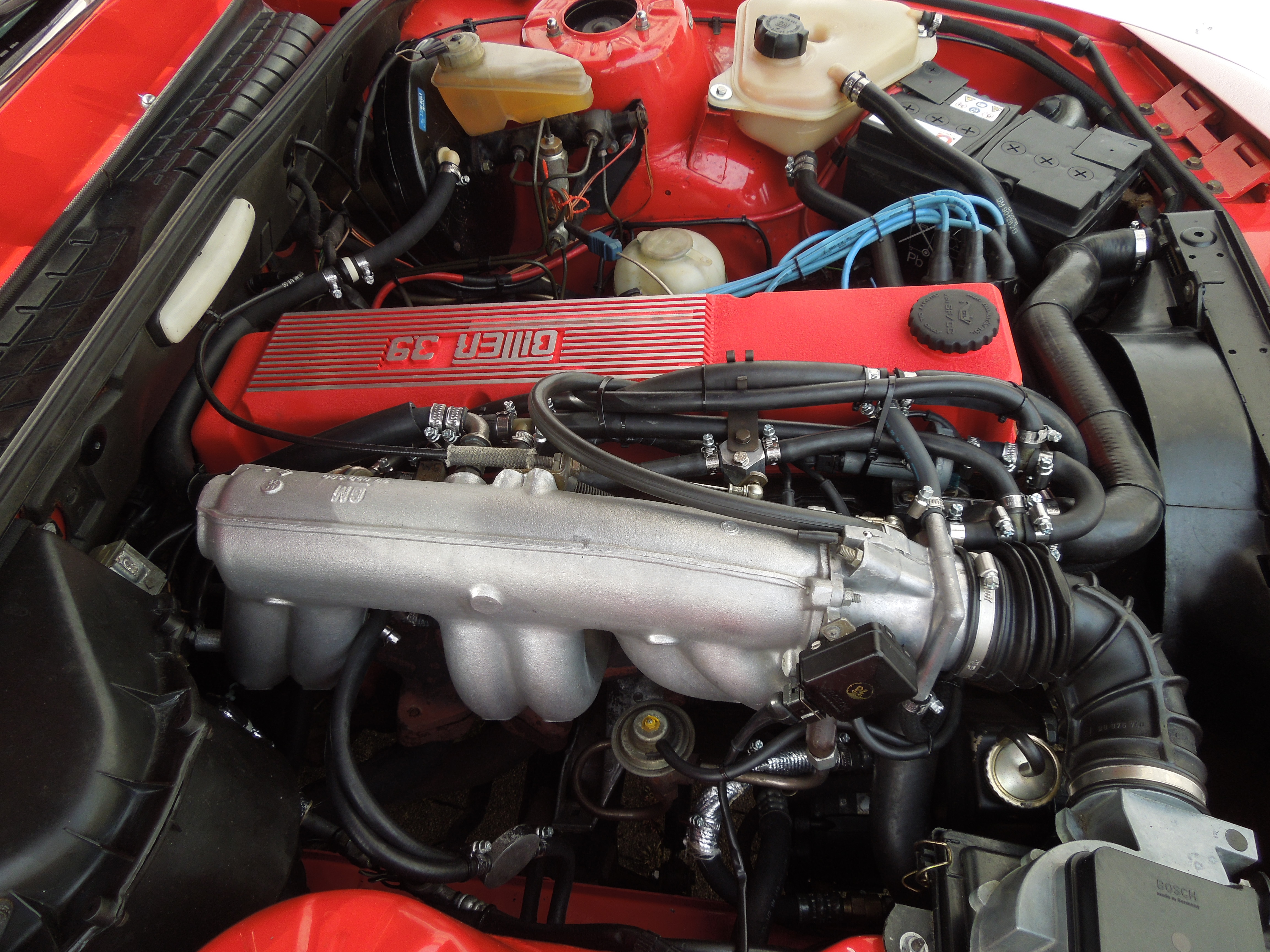
Silnik 3.9 E, opracowany przez Mantzela

Czołowy tuner Opla – Irmscher – oferował dla Senatora A szeroką gamę sportowego wyposażenia. Pełny pakiet stylistyczny obejmował sportowe zderzaki, spoilery, listwy boczne, sportowe felgi aluminiowe. Oferowane były także, typowe dla Irmschera, podwójne układy wydechowe. Zawieszenie mogło zostać obniżone o 25 mm. Irmscher podejmował się także modyfikacji silników. W przypadku jednostki o pojemności trzech litrów modyfikowano wał korbowy, jak również stosowano sportowy wałek rozrządu i specjalnie przystosowany wtrysk LE-Jetronic. Zmodyfikowana jednostka osiągała pojemność 3,6 litra, oraz moc 207 KM. Pierścienie tłokowe były jednak podatne na zużycie, co wymuszało na użytkowniku konieczność częstego kontrolowania poziomu oleju.

#### Mantzel
Inny znany tuner znacznie poważniej zaangażował się w modyfikacje Senatora. Body-kit Mantzela miał znacznie łagodniejsze linie, w stosunku do propozycji Irmschera. W przypadku pakietu Aerodynamic zmianie ulegały zderzaki, pojawił się też spojler na tylnej klapie, oraz osłony progów z licznymi przetłoczeniami co nadawało Senatorowi sportowy wygląd, który mógłby być podkreślony przez zestaw zawieszenia firmy Koni. Mantzel proponował także ogumienie o niskim profilu – opony 225/50 R16 lub nawet 245/45 R16, które osadzano na modnych wtedy obręczach BBS-RS.
Mantzel znacznie bardziej zaangażował się w modyfikowanie silników. Podstawą do modyfikacji była fabryczna jednostka Opla o pojemności trzech litrów. Silniki otrzymały zmodyfikowane głowice, zawory, wałki rozrządu. Powstała też odmiana wykorzystująca turbosprężarkę. Mantzel wprowadził do oferty jednostkę o pojemności 3.9 l, która powstała poprzez modyfikację jednostki trzylitrowej. Opracowane przez Mantzela silniki napędzały także pojazdy marki Bitter. Senator z jednostką M 3.9 E osiągał prędkości rzędu 230 km/h. Pod koniec lat osiemdziesiątych Mantzel wprowadził też jednostkę czterolitrową, która mogła znaleźć się pod maską Monzy i Senatora.

#### Senator Caravan Artz
Pierwsze kombi na bazie Senatora powstało znacznie wcześniej niż konstrukcja Keinatha. Günter Artz zarządzał przedsiębiorstwem „Opel-Blitz”, założonym w 1983 na terenie Hanowery. Artz podejmował się przebudowy nadwozi Opla. Pierwszym jego projektem był Senator A Caravan. Przebudowy pojazdu dokonał niedługo po rozpoczęciu działalności. Jedyny powstały egzemplarz został wystawiony na sprzedaż w 2007 roku. Caravan Keinatha posiadał wklęsłą tylną szybę i blendę nad wycieraczką, Artz zastosował natomiast klapę bez przetłoczeń, oraz charakterystyczną chromowaną klamkę.

#### Lexmaul
Tuner z Rödermark zaoferował również modyfikacje dla Senatora A. Oprócz body kitu, oferowana był także modernizacja wybranych jednostek silnikowych, która składała się z obróbki głowicy i sportowego wałka rozrządu, popychaczy mechanicznych i nowych zaworów.

### Inne wcielenia Senatora

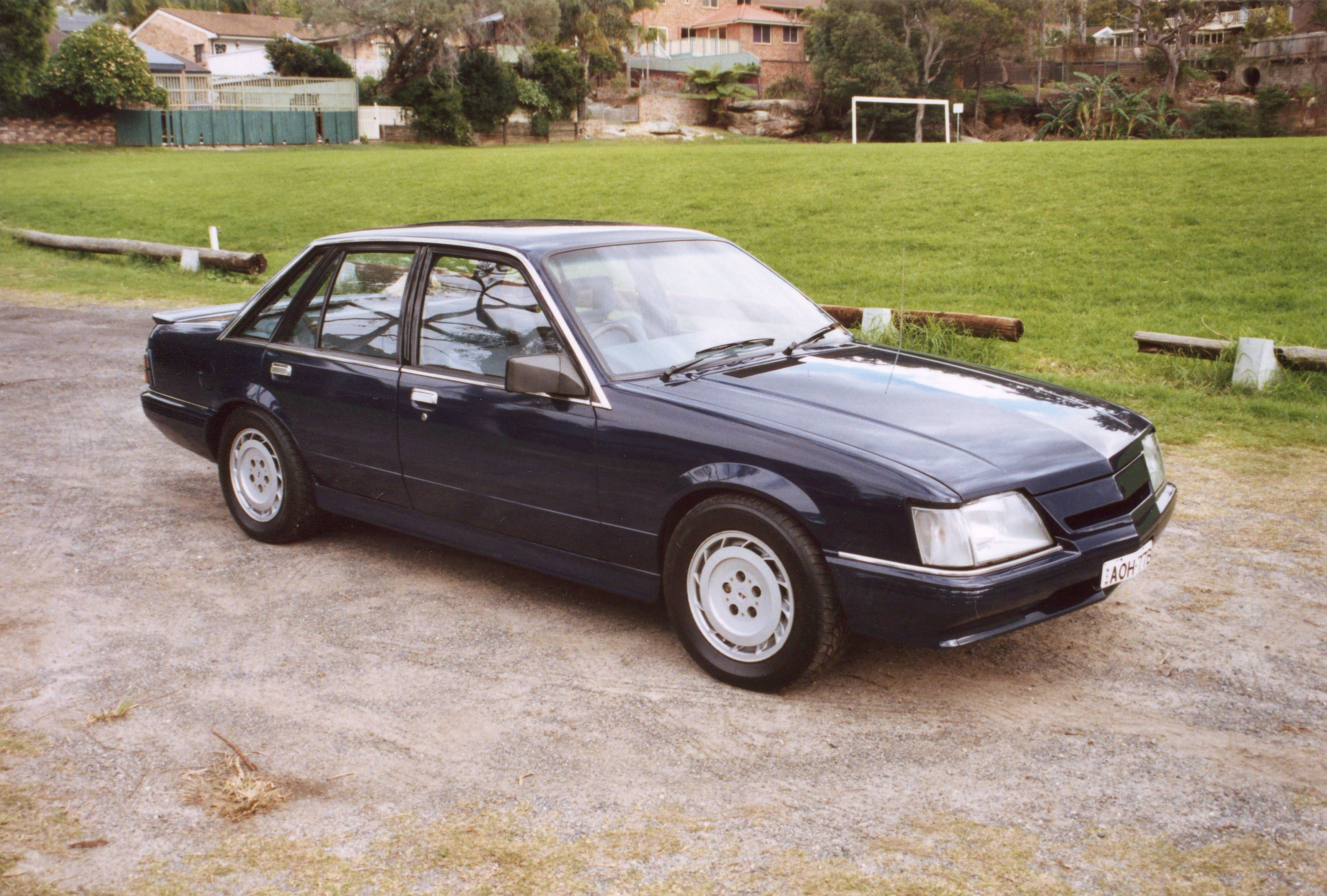
Holden Commodore VK w wersji HDT

#### Holden Commodore VK
Pierwsza generacja australijskiej limuzyny przeszła wiele modernizacji. Pierwsze trzy serie – VB, VC i VH – stylistycznie i konstrukcyjnie nawiązywały do Opla Commodore C. W owym czasie Holden popadł w duże problemy finansowe. Drastycznie spadła sprzedaż kompaktowej Camiry, coraz bardziej dawał się we znaki wiek dużych samochodów użytkowych i luksusowych, takich jak Statesman WB, zaś Commodore utracił pozycję lidera rynkowego na rzecz Forda Falcona. Czwarta modernizacja Commodora nastąpiła w lutym 1984, model oznaczony jako VK bezpośrednio nawiązywał do Opla Senatora. Zmieniony projekt pomógł poprawić wyniki sprzedaży. Pomimo zewnętrznego podobieństwa, australijska limuzyna różniła się znacząco od europejskiego pierwowzoru. Holden nie wyposażył modelu Commodore w niezależne zawieszenie, które od dawna posiadał Senator. Holden stosował własne silniki; sześciocylindrowe 3.3 oraz V8 o pojemności 5.0 l, ponadto w Nowej Zelandii występował czterocylindrowy silnik o pojemności 1.9 l. Commodore napędzany czterocylindrową jednostką był reklamowany jako bardzo ekonomiczny samochód. W praktyce, z powodu skromnej mocy, zużywał więcej paliwa niż model sześciocylindrowy. Na nowozelandzkim rynku odniósł jednak niezwykłe sukcesy, w przeciwieństwie do Australii. W serii VK zadebiutowała luksusowo wyposażona odmiana Calais.

#### Holden Commodore VL
W lutym 1986 roku wprowadzono piątą serię modelu Commodore, modernizacja ograniczała się do odświeżenia przedniej części nadwozia. Technicznie pojazd nadal nie różnił się znacząco od VH. 3,3-litrowe silniki zostały zastąpione silnikami 3,0-litrowymi, które dostarczył Nissan. Na rynek nowozelandzki wprowadzono jednostkę sześciocylindrową o pojemności dwóch litrów, również opracowaną przez Nissana. Jednostki V8 wykorzystywały sprawdzoną przekładnię automatyczną GM-Trimatic o trzech przełożeniach, nowe silniki sześciocylindrowe współpracowały z czterostopniowym automatem. Podobnie jak w przypadku poprzednika, główną wadą był niewielki – zbiornik paliwa, mieszczący 63 litry, który, w połączeniu z paliwożernymi silnikami, znacząco ograniczał zasięg. Commodore VL był ostatnią serią pierwszej generacji, w sierpniu 1988 został zastąpiony przez Commodore VN.

#### Bitter SC

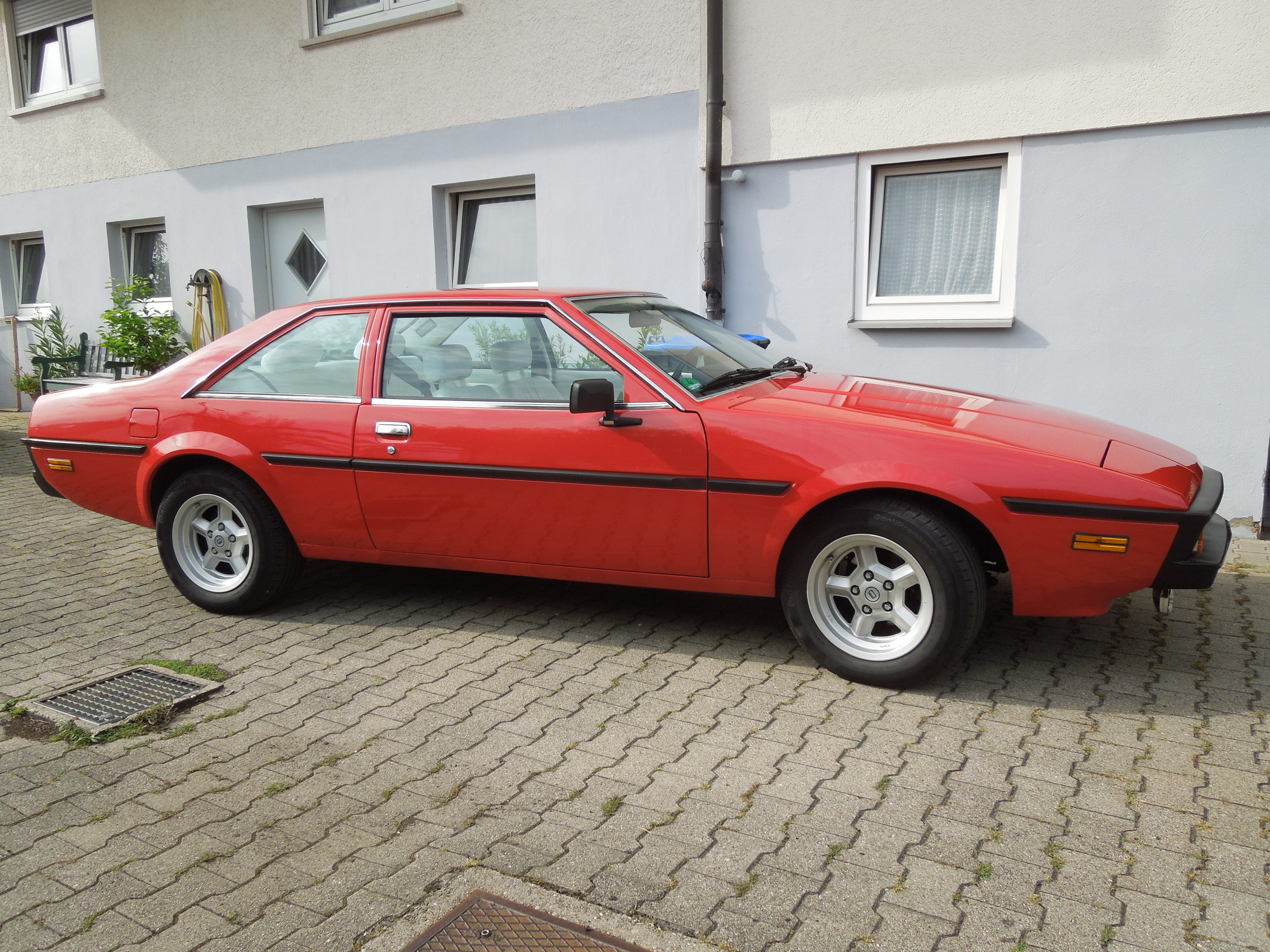
Bitter SC

Erich Bitter stworzył następcę modelu Bitter CD, opierając się o konstrukcję Senatora. Bitter SC przejął z Senatora układ napędowy, część wyposażenia wnętrza, a także nadkola i podłogę. Bitter SC – był produkowany w latach 1981–1988. Giovanni Michelotti był odpowiedzialny za projekt Bitter SC. Górna część nadwozia powstawała we włoskiej firmie Maggiora, następnie przewożono ją do Steyr-Daimler-Puch AG w Grazu, gdzie kompletowano nadwozia i montowano pozostałe podzespoły. Nieliczne egzemplarze zostały wykonane w Schwelm. Oznaczenie „SC” określa płytę podłogową i nadwozie. (S – skrót od „Senator”, C – Coupé lub Cabrio). Pojazd osiągnął znacznie słabsze wyniki sprzedaży od poprzednika. Powstało 420 sztuk coupé i 27 kabrioletów, a także cztery sedany (SC Sedan), choć nie jest pewne, czy zostały oficjalnie sprzedane.
Bitter SC napędzany był najmocniejszym silnikiem Senatora, bądź jednostkami zmodyfikowanymi przez Mantzela, w tym najmocniejszą – 3.9 E. W połączeniu z 3-biegową przekładnią automatyczną, Bitter 3.9 osiągał prędkość 222 km/h i przyspieszał od 0 do 100 km/h w 8 sekund.

### Dane techniczne[17]
| Model                               | Kod silnika | Moc (KM / obr./min) | Moment obr. (N·m przy obr./min) | Stopień sprężania | Zasilanie                | Osprzęt dodatkowy      | Przyśpieszenie 0 –100 km/h (s) | Prędkość maks. (km/h) | Lata produkcji           |
| ----------------------------------- | ----------- | ------------------- | ------------------------------- | ----------------- | ------------------------ | ---------------------- | ------------------------------ | --------------------- | ------------------------ |
| Senator 2.0 E                       | 20E         | 110 / 5400          | 160 / 4400                      | 9,6 : 1           | Bosch LE-Jetronic        |                        | 13,5                           | 180                   | 12.1982 – 07.1983        |
| Senator 2.0 E                       | H20E        | 115 / 5400          | 162 / 3000                      | 9,4 : 1           | Bosch LE-Jetronic        | 12,6                   | 182                            | 07.1983 – 10.1984     |                          |
| Senator 2.0 E                       | S20E        | 105 / 5400          | 155 / 4200                      | 9,4 : 1           | Bosch LE-Jetronic        | EGR                    |                                |                       | 12.1982 – 10.1984        |
| Senator 2.2i                        | 22E         | 115 / 4800          | 182 / 2600                      | 9,4 : 1           | Bosch LE-Jetronic        |                        | 11,5                           | 183                   | 12.1984 – 06.1986        |
| Senator 2.2i (Szwajcaria)           | S22E        | 115 / 4800          | 182 / 2600                      | 9,4 : 1           | Bosch LE-Jetronic        | EGR                    | 11,5                           | 183                   | 12.1984 – 06.1986        |
| Senator 2.5 E                       | 25E         | 136 / 5600          | 185 / 4600                      | 9,2 : 1           | Bosch L-Jetronic         |                        | 11                             | 195                   | 06.1981 – 12.1984        |
| Senator 2.5 E                       | H25E        | 140 / 5200          | 205 / 4000                      | 9,2 : 1           | Bosch LE-Jetronic        |                        | 10,5                           | 198                   | 12.1984 – 06.1986        |
| Senator 3.0i                        | C30NE       | 156 / 5600          | 225 / 4200                      | 8,5 : 1           | Bosch LU-Jetronic        | EGR, katalizator       | 10                             | 202                   | 09.1985 – 06.1986        |
| Senator 3.0 E                       | 30E         | 177 / 5800          | 248 / 4200                      | 9,4 : 1           | Bosch LE-Jetronic        | EGR                    | 9                              | 210                   | 01.1983 – 06.1986        |
| Pojazdy zmodyfikowane przez tunerów |             |                     |                                 |                   |                          |                        |                                |                       |                          |
| Irmscher 3.6i                       | 36EI        | 207 / 5400          | 285 / 4200                      | 9,4 : 1           | Bosch LE-Jetronic        |                        |                                |                       | 01.1983 – 06.1986        |
| Mantzel M3,0E                       | 30E         | 205 / 6000          | 270 / 4500                      | 9,8 : 1           | Bosch L-Jetronic         | Wałek rozrządu M15H3   | 7,2                            | 220                   | 1985 (data wprowadzenia) |
| Mantzel M3,0E Sport                 | 30E         | 215 / 6400          | 270 / 4800                      | 9,8 : 1           | Bosch L-Jetronic         | Wałek rozrządu M15H3   | 7,8                            | 225                   | 1985 (data wprowadzenia) |
| Mantzel M3,0 Turbo                  | 30E         | 240 / 5500          | 348 / 4200                      | 9,8 : 1           | Bosch L-Jetronic         |                        | 6,2                            | 240                   | 1986 (data wprowadzenia) |
| Mantzel M3,9E                       | 30E         | 215 / 5400          | 350 / 3500                      | 9,8 : 1           | Bosch L-Jetronic         |                        | 6,8                            | 230                   | 1986 (data wprowadzenia) |
| Mantzel M4,0E                       | M4024V      | 235/ 5400           | 360 / 3500                      | 9,5 : 1           | Bosch L-Jetronic         | Wałek rozrządu M15H3   | 6,2                            | 240                   | 1988 (data wprowadzenia) |
| Silniki wysokoprężne                |             |                     |                                 |                   |                          |                        |                                |                       |                          |
| Senator 2.3 Turbo D                 | 23TD        | 86 / 4200           | 192 / 2200                      | 23 : 1            | Pompa wtryskowa Bosch VE | Turbosprężarka KKK K24 | 16,5                           | 167                   | 10.1984 – 06.1986        |
| Senator 2.3 Comprex D               | 23DK        | 95 / 4200           | 196 / 2200                      | 23 : 1            | Pompa wtryskowa Bosch VE | Sprężarka BBC CX 102   | 15                             | 172                   | 03.1985 – 06.1986        |

## Opel Senator B
Opel Senator B został po raz pierwszy oficjalnie zaprezentowany w 1986 roku.

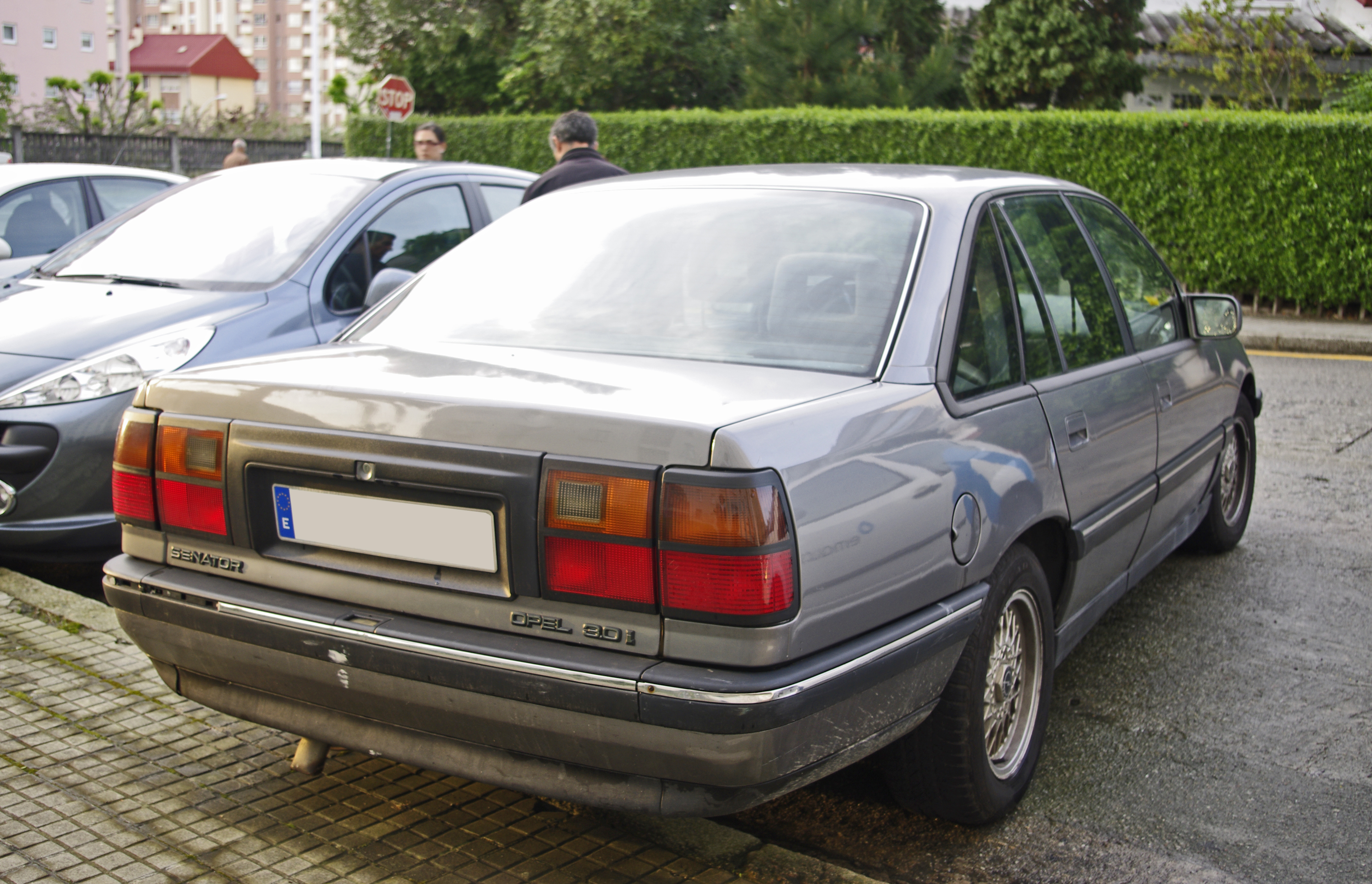
Opel Senator B – tył

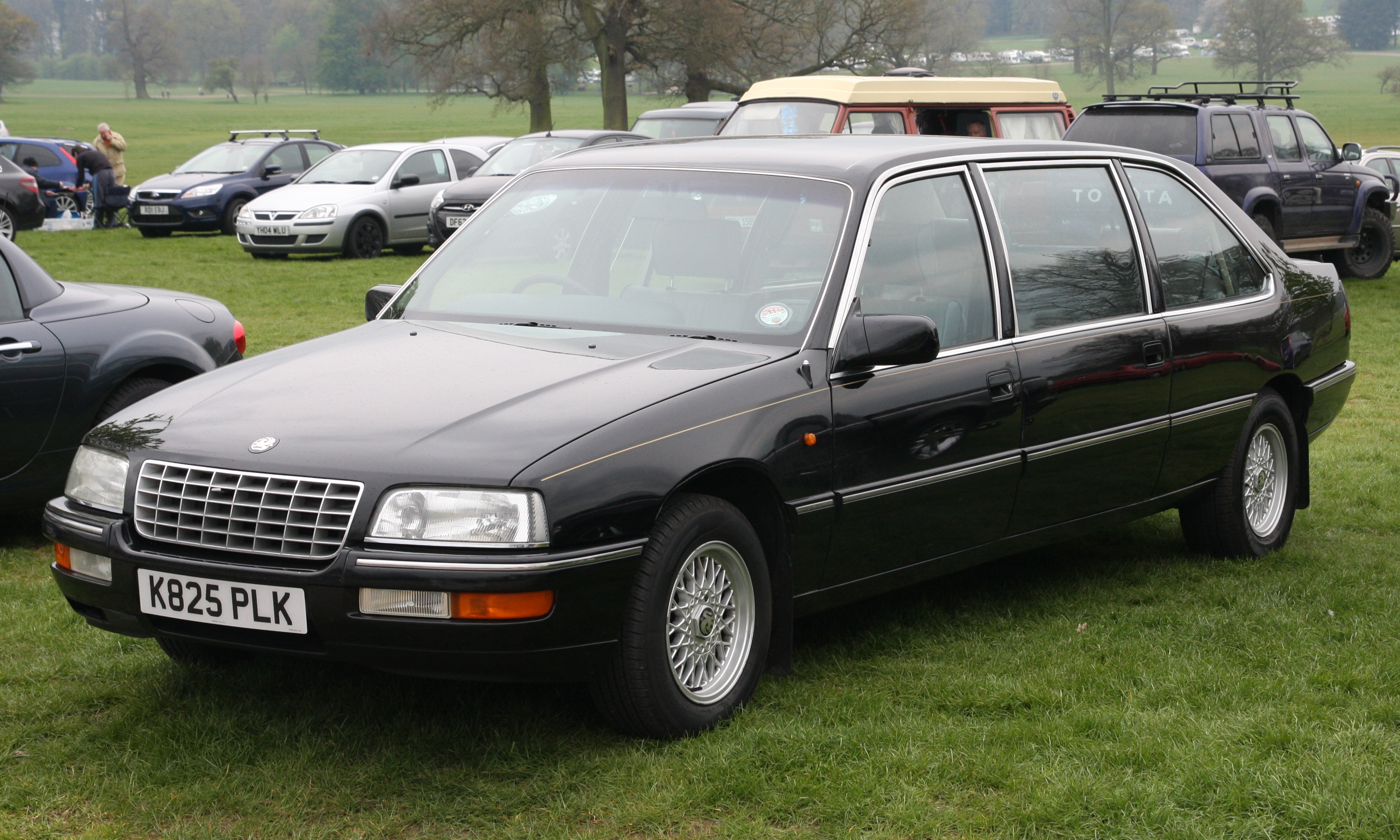
Limuzyna na bazie Opla Senatora B

Samochód został zbudowany na bazie przedłużonej płyty podłogowej Opla Omegi A. Auta dostępne były z pięciobiegową manualną oraz z dwoma rodzajami czterobiegowej automatycznej skrzyni biegów z 3 trybami: sportowym, zimowym oraz zwykłym oraz zwykłą skrzynią, bez trybów.
W 1987 roku podczas targów motoryzacyjnych we Frankfurcie firma nadwoziowa Keinath zaprezentowała wersję cabrio pojazdu, która nigdy nie weszła do produkcji. Wersje z 24 zaworową głowicą (3.0i 24v CD / 4.0i 24v CD) można było rozróżnić poprzez dwie prostokątne końcówki wydechu umieszczone z lewej strony pojazdu.

### Wyposażenie
- CD

Standardowe wyposażenie pojazdu obejmowało m.in. wspomaganie kierownicy oraz radioodtwarzacz. Wersja CD dodatkowo wyposażona była m.in. w skórzaną tapicerkę, podgrzewane przednie i tylne siedzenia, radio, klimatyzację, komputer pokładowe oraz alufelgi firmy Ronal, a także elektryczne sterowanie szyb, dwustrefową klimatyzację automatyczną oraz cyfrowy zestaw wskaźników na desce rozdzielczej.

### Dane techniczne
| Wersja                             | 2.5i                                                                                      | 2.6i Kat.                                                                                 | 3.0i / 3.0i Kat.                                                                          | 3.0i 24v CD Kat.                                                                          | 3.6i Kat. (IRMSCHER)                                                                           | 4.0i 24v CD Kat. (IRMSCHER)                                      |
| Lata produkcji                     | 05.1987 – 08.1990                                                                         | 09.1990 – 05.1993                                                                         | 05.1987 – 08.1993                                                                         | 10.1989 – 05.1993                                                                         | 1989-1993                                                                                      | 03.1990 – 1993                                                   |
| Typ silnika                        | 6-cylindrowy, 12 zaworowy OHC                                                             | 6-cylindrowy, 12 zaworowy OHC, Dual Ram                                                   | 6-cylindrowy, 12 zaworowy OHC                                                             | 6-cylindrowy, 12 zaworowy OHC                                                             | 6-cylindrowy, 12/24 zaworowy OHC, DOHC                                                         | 6-cylindrowy, 24 zaworowy DOHC, Dual Ram                         |
| Kod silnika System Opel Dual Ram   | OPEL 25NE                                                                                 | OPEL C26NE                                                                                | OPEL C30LE/30NE/C30NE                                                                     | OPEL C30SE                                                                                | OPEL 36NE/C36NE/C36NEI                                                                         | OPEL C40SE                                                       |
| Kod silnika System Opel Dual Ram   | NIE                                                                                       | TAK                                                                                       | NIE                                                                                       | TAK                                                                                       | NIE/TAK                                                                                        | TAK                                                              |
| Skrzynia biegów (standard) (Opcja) | * 5-biegowa manualna (4-biegowa automatyczna AW 03-71LE – Asin-Warner, GM AR25 i GM AR35) | * 5-biegowa manualna (4-biegowa automatyczna AW 03-71LE – Asin-Warner, GM AR25 i GM AR35) | * 5-biegowa manualna (4-biegowa automatyczna AW 03-71LE – Asin-Warner, GM AR25 i GM AR35) | * 5-biegowa manualna (4-biegowa automatyczna AW 03-71LE – Asin-Warner, GM AR25 i GM AR35) | * 5-biegowa manualna (4-biegowa automatyczna AW 03-71LE – Asin-Warner, GM AR25 i GM AR35)      | * 5-biegowa manualna (4-biegowa automatyczna GM AR35)            |
| Wtrysk                             | Wielopunktowy (Bosch LE2-Jetronic)                                                        | Wielopunktowy (Bosch Motronic 1.5)                                                        | Wielopunktowy (Bosch LE2-Jetronic) Wielopunktowy (Bosch Motronic 4.1)                     | Wielopunktowy (Bosch Motronic 1.5)                                                        | Wielopunktowy (Bosch LE2-Jetronic) Wielopunktowy (Bosch Motronic)                              | Wielopunktowy (Bosch Motronic 1.5)                               |
| Chłodzenie                         | Chłodzenie cieczą (woda)                                                                  | Chłodzenie cieczą (woda)                                                                  | Chłodzenie cieczą (woda)                                                                  | Chłodzenie cieczą (woda)                                                                  | Chłodzenie cieczą (woda)                                                                       | Chłodzenie cieczą (woda)                                         |
| Pojemność skokowa                  | 2490 cm³                                                                                  | 2594 cm³                                                                                  | 2985 cm³                                                                                  | 2985 cm³                                                                                  | 3590 cm³                                                                                       | 3983 cm³                                                         |
| Pojemność skokowa                  | 87,0 × 69,80 mm                                                                           | 88,8 × 69,80 mm                                                                           | 95,0 × 69,80 mm                                                                           | 95,0 × 69,80 mm                                                                           | 96,0 × 88,00 mm                                                                                | 98,0 × 88,00 mm                                                  |
| Moc maksymalna                     | 103 kW (140 KM) @ 5200 rpm                                                                | 110 kW (150 KM) @ 5600 rpm                                                                | 115 kW (156 KM) @ 5400 rpm 130 kW (177 KM) @ 5400 rpm 130 kW (177 KM) @ 5800 rpm          | 150 kW (204 KM) @ 6000 rpm                                                                | 145 kW (197 KM) @ 5200 rpm (kat.) 147 kW (200 KM) @ 5200 rpm 152 kW (207 KM) @ 5800 rpm (kat.) | 200 kW (272 KM) @ 5800 rpm                                       |
| Maksymalny moment obrotowy         | (205 Nm) @ 4200 rpm                                                                       | (220 Nm) @ 3600 rpm                                                                       | (230 Nm) @ 3900 rpm (240 Nm) @ 4400 rpm (240 Nm) @ 4200 rpm                               | (270 Nm) @ 3600 rpm                                                                       | (285 Nm) @ 4200 rpm (285 Nm) @ 4400 rpm                                                        | (395 Nm) @ 3300 rpm                                              |
| Prędkość maksymalna                | 210 km/h                                                                                  | 215 km/h                                                                                  | 210 km/h 210–220 km/h 220–225 km/h                                                        | 235–240 km/h                                                                              | 220–230 km/h                                                                                   | 256–259 km/h                                                     |
| Przyśpieszenie (0–100 km/h)        | 11,0 s                                                                                    | 10,5 s                                                                                    | 10,5 s * 9,0 s (man.) 9,5-9,6 s (aut.)                                                    | * 7,8 s (man) 9,0 s (aut.)                                                                | * 8,0 s (man.) 8,8 s (aut.)                                                                    | * 5,8 s (man.) 6,8 s (aut.)                                      |
| Układ hamulcowy                    | Przednie: tarczowe wentylowane Ø 296 mm Tylne: tarczowe Ø 270 mm                          | Przednie: tarczowe wentylowane Ø 296 mm Tylne: tarczowe Ø 270 mm                          | Przednie: tarczowe wentylowane Ø 296 mm Tylne: tarczowe Ø 270 mm                          | Przednie: tarczowe wentylowane Ø 296 mm Tylne: tarczowe Ø 296 mm                          | Przednie: tarczowe wentylowane Ø 296 mm Tylne: tarczowe Ø 296 mm                               | Przednie: tarczowe wentylowane Ø 296 mm Tylne: tarczowe Ø 296 mm |
| Rozmiar ogumienia                  | 195/65 R15 V                                                                              | 195/65 R15 V                                                                              | 195/65 R15 V                                                                              | 225/55 R16 V                                                                              | 225/55 R16 V                                                                                   | 225/55 R16 V                                                     |
| Droga hamowania (100–0 km/h)       | 42,5 m                                                                                    | 42,5 m                                                                                    | 42,5 m                                                                                    | 40,8 m                                                                                    | 40,8 m                                                                                         | 40,8 m                                                           |
| Nadwozie                           | Stalowe, samonośne, napęd na tylną oś                                                     | Stalowe, samonośne, napęd na tylną oś                                                     | Stalowe, samonośne, napęd na tylną oś                                                     | Stalowe, samonośne, napęd na tylną oś                                                     | Stalowe, samonośne, napęd na tylną oś                                                          | Stalowe, samonośne, napęd na tylną oś                            |
| Wymiary nadwozia (DxSZxW)          | 4845x1785x1455 mm                                                                         | 4845x1785x1455 mm                                                                         | 4845x1785x1455 mm                                                                         | 4845x1785x1455 mm                                                                         | 4845x1785x1455 mm                                                                              | 4845x1785x1455 mm                                                |
| Masa własna                        | 1440 kg                                                                                   | 1440 kg                                                                                   | 1500 kg                                                                                   | 1500 kg                                                                                   | 1500 kg                                                                                        | 1540–1596 kg                                                     |
| Zbiornik paliwa                    | 75 litrów                                                                                 | 75 litrów                                                                                 | 75 litrów                                                                                 | 75 litrów                                                                                 | 75 litrów                                                                                      | 75 litrów                                                        |